# Новое Тюрино
Новое Тюрино (эрз. Од Тюря) — село в Бугурусланском районе Оренбургской области в составе Нойкинского сельсовета.

## География
Находится на левом берегу реки Мочегай, на расстоянии примерно 21 километр по прямой на северо-восток от центра города Бугуруслан. За трассой, которая находится с другой стороны села расположено Новотюринское кладбище. Ближайшее к Новому Тюрино село — Старое Тюрино. 

## История
Село основано мордвой-эрзя, которые исторически проживают на территории деревни. Существует несколько версий происхождения её названия. По одной из них, некий помещик с фамилией Тюрин, на тот момент уже владевший поместьем в Старом Тюрино, передал своему сыну определённое количество крепостных, что и основали деревню. В 1904 году в с. Мордовский Бугуруслан на средства прихожан была построена деревянная церковь с колокольней. Приход церкви распространялся в частности на Новое Тюрино.
В период советской власти в деревне существовали: 3 сарая ферм, неподалёку от них котельная, конюшня в конце деревни, птицефабрика (в народе «птичник») где держали уток и кур, магазин в центре деревни, водонапорная башня и пчелиная пасека. На начало 20-х гг. XX века по ведомству учреждений Наркомпроса значится, что в деревне существовала единая трудовая школа I ступени.

## Население
Население составляло 40 человека в 2002 году (мордва 40%), 31 по переписи 2010 года. Исходя из данных Всероссийской переписи населения (2020—2021) в селе постоянно проживает 12 человек (мордва 67%).